# Djukovskaja
Djukovskaja (in lingua russa Дюковская) è una città situata in Russia, nell'Oblast' di Arcangelo, nel Vel'skij rajon.